# هاشم بن عبد الله يماني
 الدكتور هاشم بن عبد الله يماني ،ولد في المدينة المنورة سنة 1364هـ

## مؤهلاته العلمية
- بكالوريوس : رياضيات من جامعة كاليفورنيا في بيركلي بالولايات المتحدة الأمريكية
- بكالوريوس : فيزياء من جامعة كاليفورنيا في بيركلي بالولايات المتحدة الأمريكية
- ماجستير : فيزياء جامعة هارفرد بالولايات المتحدة الأمريكية
- دكتوراه : فيزياء جامعة هارفرد بالولايات المتحدة الأمريكية

## مناصبه
- أستاذ ضيف بيلافيلد في ألمانيا
- أستاذ مساعد ثم أستاذ بقسم الفيزياء في جامعة الملك فهد للبترول والمعادن
- مساعد مدير معهد البحوث في جامعة الملك فهد للبترول والمعادن
- مدير المدرسة الصيفية جامعة الملك فهد للبترول والمعادن
- عميد كلية الدراسات العليا بجامعة الملك فهد للبترول والمعادن
- رئيس قسم الفيزياء جامعة الملك فهد للبترول والمعادن
- مدير إدارة مصادر الطاقة في معهد البحوث في جامعة الملك فهد للبترول والمعادن
- رئيس مجلس إدارة الدار السعودية للخدمات الاستشارية
- رئيس اللجنة الاستشارية لمركز جدة للعلوم والتكنولوجيا
- المشرف العام على برنامج الشامل لرعاية التفوق العلمي وتنمية المواهب
- رأس عدد من الوفودالسعودية في المؤتمرات الدولية
- عضو المنظمة العربية للتنمية الصناعية والتعدين في المغرب ورئيس وفد المملكة إلى اجتماع الوزاري للمنظمة
- نائب رئيس مدينة الملك عبد العزيز للعلوم والتقنية .
- عضو مجلس إدارة شركة ( ألبا ) للألومنيوم بالبحرين
- عضو مجلس إدارة المؤسسسة العامة للصناعات الحربية
- عضو مؤسسة الملك عبد العزيز ورجاله لرعاية الموهبة ولابداع
- عضو المجلس الوطني للقوى العاملة
- عضو المجلس الأعلى للأمن الصناعي
- عضو المجلس الاقتصادي الأعلى وعضو اللجنة الدائمة
- عضو المجلس الأعلى لمدينة الملك عبد العزيز للعلوم والتقنية
- عضو المجلس الأعلى لشؤون البترول والمعادن
- عضو الهيئة العامة للغذاء والدواء
- عضو مجلس الخدمة المدنية
- وزير الصناعة و الكهرباء
- وزير التجارة و الصناعة
- رئيس مدينة الملك عبد الله للطاقة الذرية و المتجددة

| سبقه أسامة جعفر فقيه | وزير التجارة والصناعة السعودي 1424هـ - 1429 هـ | تبعه عبد الله بن أحمد يوسف زينل |